# Hans Holzwarth
Hans Holzwarth (Dornhan, 20 de agosto de 1877 – Düsseldorf, 21 de agosto de 1953) foi um engenheiro mecânico alemão. Trabalhou no desenvolvimento da turbina a gás.

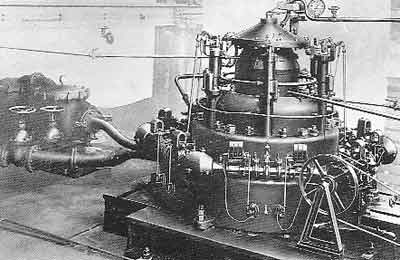
Protótipo na bancada de Gebr. Körting, 1908 (atualmente no Deutsches Museum)